# 岡山県の灯台一覧
岡山県の灯台一覧（おかやまけんのとうだいいちらん）は、岡山県にある灯台及び、照射灯、灯標などの光波標識をまとめた一覧である。

## 灯台
- 宇野港口飛州灯台 岡山県宇野港（葛島三角点の西方約500メートル）
- 鵜石鼻灯台 岡山県備前市（鹿久居島鵜石鼻）
- 沖ノ白石灯台 岡山県笠岡市（白井島沖ノ白石）
- 牛窓港灯台 岡山県瀬戸内市（前島城ケ島）
- 大多府島灯台 岡山県備前市（大多府島）
- 大蛭島灯台 岡山県玉野市（大蛭島）
- 備前黄島灯台 岡山県瀬戸内市（黄島中埼ノ鼻）
- 米埼灯台 岡山県岡山市（米埼）
- 蓬埼灯台 岡山県瀬戸内市（蓬埼）
- 六島灯台 岡山県笠岡市（六島）

## 防波堤灯台
- 岡山港西防波堤灯台 岡山県岡山港（西防波堤外端）
- 下津井港一文字防波堤西灯台 岡山県下津井港（一文字防波堤西端）
- 下津井港一文字防波堤灯台 岡山県下津井港（一文字防波堤西端）
- 寄島港沖防波堤灯台 岡山県浅口市（寄島港沖防波堤外端）
- 寄島港東安倉沖防波堤灯台 岡山県浅口市（寄島港東安倉沖防波堤外端）
- 久久井港A防波堤西灯台 岡山県岡山市（久久井港A防波堤西端）
- 久久井港A防波堤灯台 岡山県岡山市（久久井港A防波堤西端）
- 牛窓港一文字防波堤東灯台 岡山県牛窓港（一文字防波堤東端）
- 玉島乙島防波堤灯台 岡山県倉敷市（玉島乙島防波堤外端）
- 玉島港八幡防波堤灯台 岡山県玉島港（八幡防波堤外端）
- 琴浦港下村東防波堤灯台 岡山県琴浦港（下村東防波堤外端）
- 金風呂港東防波堤灯台 岡山県笠岡市（金風呂港東防波堤外端）
- 犬島港2号防波堤灯台 岡山県岡山市犬島（犬島港2号防波堤外端）
- 沙美漁港防波堤灯台 岡山県倉敷市（沙美漁港防波堤外端）
- 沙美港一文字防波堤南灯台 岡山県倉敷市（沙美港一文字防波堤南端）
- 真鍋島港本浦A防波堤灯台 岡山県笠岡市（真鍋島港本浦A防波堤外端）
- 神島外港西防波堤灯台 岡山県笠岡市（神島外港西防波堤外端）
- 水島港玉島乙島防波堤灯台 岡山県水島港（玉島乙島防波堤外端）
- 水島港玉島防波堤灯台 岡山県水島港（玉島防波堤外端）
- 水島港西1号防波堤灯台 岡山県水島港（西1号防波堤外端）
- 水島港八幡防波堤灯台 岡山県水島港（八幡防波堤外端）
- 正頭港一文字防波堤南灯台 岡山県笠岡市（正頭港一文字防波堤南端）
- 西大寺港九蟠東1号防波堤灯台 岡山県西大寺港（九蟠東1号防波堤外端）
- 大多府港一文字防波堤西灯台 岡山県備前市（大多府港一文字防波堤西端）
- 湛江港B防波堤灯台 岡山県笠岡市（湛江港B防波堤外端）
- 虫明漁港9号防波堤灯台 岡山県瀬戸内市（虫明漁港9号防波堤外端）
- 虫明港6号防波堤灯台 岡山県瀬戸内市（虫明港6号防波堤外端）
- 朝日港西宝伝東防波堤灯台 岡山県岡山市（朝日港西宝伝東防波堤外端）
- 頭島港東防波堤灯台 岡山県備前市（頭島港東防波堤外端）
- 日生港日生防波堤西灯台 岡山県日生港（日生防波堤西端）
- 日比港西4号防波堤灯台 岡山県日比港（西4号防波堤外端）
- 日比港東防波堤灯台 岡山県玉野市日比港（東防波堤外端）
- 白石島港沖防波堤東灯台 岡山県笠岡市（白石島港沖防波堤東端）
- 白石島港沖防波堤灯台 岡山県笠岡市（白石島港沖防波堤東端）
- 備前大畠港北一文字防波堤南灯台 岡山県倉敷市（大畠港北一文字防波堤南端）
- 備中高島港黒土防波堤灯台 岡山県笠岡市（高島港黒土防波堤外端）
- 備中大浦港3号防波堤西灯台 岡山県笠岡市（備中大浦港3号防波堤西端）
- 豊浦港3号防波堤灯台 岡山県笠岡市（豊浦港3号防波堤外端）
- 北木島港5号防波堤灯台 岡山県笠岡市（北木島港5号防波堤外端）

## 照射灯
- 大多府島小赤石照射灯 岡山県備前市（大多府島灯台）

## 灯標
- タカゴノ礁灯標臍尾鼻（岡山県備前市）の東方約270メートル（タカゴノ礁）
- ツブシ礁灯標 西大寺港九蟠東1号防波堤灯台（岡山県岡山市）の西方約1.6キロメートル
- 宇野港田井第1号灯標 岡山県宇野港（高辺鼻の東方約230メートル）
- 宇野港田井第3号灯標 岡山県宇野港（高辺鼻の北東方約580メートル）
- 宇野港田井第5号灯標 宇野港内（高辺鼻の北北東方約930メートル）
- 宇野港田井第7号灯標 宇野港内（高辺鼻の北方約1.4キロメートル）
- 宇野港田井灯標 宇野港内（高辺鼻の北北東方約2.5キロメートル）
- 久須見鼻灯標 岡山県倉敷市（久須見鼻）
- 犬島白石灯標 蓬埼灯台（岡山県瀬戸内市）の南南西方約4.6キロメートル
- 犬戻鼻灯標 岡山県玉野市（犬戻鼻）
- 上筏灯標 前島三角点（岡山県瀬戸内市）の北北東方約3.2キロメートル
- 比沙古岩灯標 岡山県西大寺港（比沙古岩）
- 百間礁灯標 沖ノ白石灯台（岡山県笠岡市）の西北西方約1.8キロメートル
- 片島灯標 古城山三角点（岡山県笠岡市）の南南東方約2.2キロメートル
- 六口島灯標 六口島（岡山県倉敷市）北西端の北方約60メートル

## 灯浮標
- ガンツガ瀬北方灯浮標六口島灯標（岡山県倉敷市）の西方約3.7キロメートル
- サカケノ鼻灯浮標 サカケノ鼻（岡山県邑久郡牛窓町）の南東方約200メートル
- トクダキノ石灯浮標 六口島灯標（岡山県倉敷市）の西方約5.6キロメートル
- ネヅラ岩南灯浮標 六島灯台（岡山県笠岡市）の西方約1.3キロメートル
- 岡山第1号灯浮標 米埼灯台（岡山県岡山市）の東南東方約1.5キロメートル
- 岡山第3号灯浮標 ツブシ礁灯標（岡山県岡山市）の西南西方約1.3キロメートル
- 岡山第4号灯浮標 ツブシ礁灯標（岡山県岡山市）の西南西方約1.8キロメートル
- 岡山第5号灯浮標 岡山県岡山港（岡山港西防波堤灯台の東方約1.7キロメートル）
- 岡山第7号灯浮標 岡山県岡山港（岡山港西防波堤灯台の東南東方約400メートル）
- 笠岡港口第2号灯浮標 鹿落鼻三角点（岡山県笠岡市）の東北東方約860メートル
- 笠岡港口第4号灯浮標 西大島三角点（岡山県笠岡市）の西方約780メートル
- 笠岡港口第5号灯浮標 西大島三角点（岡山県笠岡市）の西方約1.4キロメートル
- 牛窓灯浮標 牛窓港一文字防波堤東灯台（岡山県瀬戸内市）の南西方約1.5キロメートル
- 玉島乙島南第2号灯浮標 玉島八幡防波堤灯台（岡山県倉敷市）の南東方約3.2キロメートル
- 玉島乙島南第4号灯浮標 玉島港八幡防波堤灯台（岡山県倉敷市）の南東方約2.5キロメートル
- 玉島港第3号灯浮標 岡山県玉島港内（玉島港八幡防波堤灯台の南方約850メートル）
- 琴浦沖灯浮標 琴浦港下村防波堤灯台（岡山県倉敷市）の南方約900メートル
- 琴浦港第1号灯浮標 琴浦港下村東防波堤灯台（岡山県倉敷市）の東南東方約2.3キロメートル
- 琴浦港第2号灯浮標 岡山県琴浦港（琴浦港下村東防波堤灯台の南南東方約160メートル）
- 高州東方灯浮標 新割山（岡山県玉野市）の南南東方約2.0キロメートル
- 高島西方灯浮標 岡山県岡山港（高島三角点の西南西方約450メートル）
- 神島外港灯浮標 神島外港西防波堤灯台（岡山県笠岡市）の西南西方約700メートル
- 水島港乙島東灯浮標 岡山県水島港（水島港玉島乙島防波堤灯台の南東方約1.4キロメートル）
- 水島港葛島東灯浮標 岡山県水島港（葛島東端の東方約130メートル）
- 水島港宮ノ鼻沖灯浮標 岡山県水島港（宮ノ鼻の西方約70メートル）
- 水島港玉島西第1号灯浮標 岡山県水島港（水島港玉島防波堤灯台の南方約830メートル）
- 水島港玉島西第2号灯浮標 岡山県水島港（水島港玉島防波堤灯台の南南東方約850メートル）
- 水島港玉島西第3号灯浮標 岡山県水島港（水島港八幡防波堤灯台の南方約850メートル）
- 水島港玉島東口第1号灯浮標 岡山県水島港（水島港玉島防波堤灯台の東南東方約2.8キロメートル）
- 水島港玉島東口第2号灯浮標 岡山県水島港（水島港玉島防波堤灯台の東南東方約2.7キロメートル）
- 水島港玉島東第2号灯浮標 岡山県水島港（水島港玉島防波堤灯台の東南東方約2.4キロメートル）
- 水島港玉島東第4号灯浮標 岡山県水島港（水島港玉島防波堤灯台の東北東方約2.4キロメートル）
- 水島港港内航路第1号灯浮標 岡山県水島港（太濃地島三角点の南東方約980メートル）
- 水島港港内航路第2号灯浮標 岡山県水島港（太濃地島三角点東方約1.1キロメートル）
- 水島港港内航路第3号灯浮標 岡山県水島港（太濃地島三角点の東方約280メートル）
- 水島港港内航路第4号灯浮標 岡山県水島港（太濃地島三角点の北東方約1.1キロメートル）
- 水島港港内航路第5号灯浮標 岡山県水島港（太濃地島三角点の北方約1.2キロメートル）
- 水島港港内航路第7号灯浮標 岡山県水島港（水島信号所の西方約1.3キロメートル）
- 水島港港内航路第8号灯浮標 岡山県水島港（水島信号所の西方約870メートル）
- 水島港高梁川口灯浮標 岡山県水島港（上水島西端の北北西方約1.2キロメートル）
- 水島港高梁川第1号灯浮標 岡山県水島港（上水島西端の北北西方約1.6キロメートル）
- 水島港高梁川第3号灯浮標 岡山県水島港（水島港玉島乙島防波堤灯台の南南東方約3.6キロメートル）
- 水島港高梁川第5号灯浮標 岡山県水島港（水島港玉島乙島防波堤灯台の南南東方約2.1キロメートル）
- 水島港川崎製鉄第1号灯浮標 岡山県水島港内（水島港西1号防波堤灯台の南方約360メートル）
- 水島港川崎製鉄第2号灯浮標 岡山県水島港内（水島港西1号防波堤灯台の東北東方約1.9キロメートル）
- 水島港LPG国家備蓄基地埋立工事C灯浮標 岡山県水島港内（水島港西1号防波堤灯台の北東方約2.6キロメートル）
- 水島港LPG国家備蓄基地埋立工事D灯浮標 岡山県水島港内（水島港西1号防波堤灯台の北東方約2.5キロメートル）
- 水島港LPG国家備蓄基地埋立工事E灯浮標 岡山県水島港内（水島港西1号防波堤灯台の北東方約2.4キロメートル）
- 水島港LPG国家備蓄基地埋立工事F灯浮標 岡山県水島港内（水島港西1号防波堤灯台の北東方約2.5キロメートル）
- 水島港上水島東方灯浮標 岡山県水島港（水島港西1号防波堤灯台の南方約360メートル）
- 水島港東第2号灯浮標 岡山県水島港（太濃地島三角点の東南東方約1.8キロメートル）
- 水島港東第3号灯浮標 岡山県水島港（太濃地島三角点の東方約1.4キロメートル）
- 水島港東第5号灯浮標 岡山県水島港（太濃地島三角点の東北東方約1.3キロメートル）
- 水島港東第6号灯浮標 岡山県水島港（太濃地島三角点の東北東方約1.6キロメートル）
- 水島港東第7号灯浮標 岡山県水島港（太濃地島三角点の北東方約1.5キロメートル）
- 水島航路第2号灯浮標 岡山県倉敷市（太濃地島三角点の南方約1.6キロメートル）
- 水島航路第3号灯浮標 岡山県倉敷市（太濃地島三角点の東方約2.1キロメートル）
- 水島航路第4号灯浮標 岡山県倉敷市（太濃地島三角点の南西方約1.8キロメートル）
- 水島航路第5号灯浮標 岡山県倉敷市（太濃地島三角点の南東方約420メートル）
- 水島航路第6号灯浮標 岡山県倉敷市（太濃地島三角点の南方約南南西方約840メートル）
- 水島航路第7号灯浮標 岡山県倉敷市（太濃地島三角点の南南西方約2.4キロメートル）
- 水島航路第8号灯浮標 岡山県倉敷市（太濃地島三角点の南方約1.9キロメートル）
- 水島航路第9号灯浮標 六口島（岡山県倉敷市）東端の北東方約260メートル
- 水島航路第10号灯浮標 岡山県倉敷市（太濃地島三角点の西方約1.5キロメートル）
- 多度津鞆航路第1号灯浮標 大飛島三角点（岡山県笠岡市）の東南東方約2.5キロメートル
- 多度津鞆航路第2号灯浮標 大飛島三角点（岡山県笠岡市）の西南西方約2.6キロメートル
- 竪場島灯浮標 竪場島（岡山県倉敷市）南端の南方約1.6キロメートル
- 竪場島灯浮標 竪場島（岡山県倉敷市）南端の南方約1.6キロメートル
- 播磨灘北航路第2号灯浮標 大蛭島灯台（岡山県玉野市）の北東方約2.4キロメートル
- 播磨灘北航路第3号灯浮標 犬島白石灯標（岡山県岡山市）の南東方約2.6キロメートル
- 播磨灘北航路第4号灯浮標 備前黄島灯台（岡山県瀬戸内市）の東方約4.0キロメートル
- 播磨灘北航路第5号灯浮標 大多府島三角点（岡山県備前市）の南南東方約6.2キロメートル
- 備後灘航路第5号灯浮標 六島灯台（岡山県笠岡市）の西南西方約12キロメートル
- 備後灘航路第6号灯浮標 六島灯台（岡山県笠岡市）の南西方約5.8キロメートル
- 備後灘航路第7号灯浮標 六島灯台（岡山県笠岡市）の南東方約1.9キロメートル
- 備前大畠沖灯浮標 久須見鼻灯標（岡山県倉敷市）の北方約800メートル
- 片上港第10号灯浮標 高座ノ鼻（岡山県備前市）の西北西方約200メートル
- 片上港第12号灯浮標 岡山県片上港（前山三角点の南南東方約1.6キロメートル）
- 片上港第13号灯浮標 岡山県片上港（生埼の北方約200メートル）
- 片上港第15号灯浮標 岡山県片上港（生埼の西北西方約760メートル）
- 片上港第16号灯浮標 岡山県片上港（前山三角点の南西方約1.4キロメートル）
- 片上港第17号灯浮標 岡山県片上港（前山三角点の西方約2.2キロメートル）
- 片上港第19号灯浮標 岡山県片上港（生埼の西北西方約2.3キロメートル）
- 片上港第1号灯浮標 鴻島三角点（岡山県備前市）の東北東方約1.7キロメートル
- 片上港第4号灯浮標 タタリ鼻（岡山県備前市）の西北西方約450メートル
- 片上港第5号灯浮標 タタリ鼻（岡山県備前市）の西北西方約1.0キロメートル
- 片上港第8号灯浮標 呼子ノ鼻（岡山県備前市）の南東方約120メートル
- 味野港灯浮標 岡山県味野港（琴浦港下村東防波堤灯台の西南西方約1.9キロメートル）

## 橋梁灯、橋梁標
- 下津井瀬戸大橋橋梁灯（B1灯）下津井瀬戸大橋橋梁灯（C1灯）の北北東方約210メートル
- 下津井瀬戸大橋橋梁灯（B2灯） 下津井瀬戸大橋橋梁灯（C2灯）の北北東方約210メートル
- 下津井瀬戸大橋橋梁灯（B2灯） 下津井瀬戸大橋橋梁灯（C2灯）の北北東方約210メートル
- 下津井瀬戸大橋橋梁灯（C1灯） 久須見鼻灯標（岡山県倉敷市）の西方約1.4キロメートル
- 下津井瀬戸大橋橋梁灯（C2灯） 久須見鼻灯標（岡山県倉敷市）の西方約1.4キロメートル
- 下津井瀬戸大橋橋梁灯（D1灯） 下津井瀬戸大橋橋梁灯（C1灯）の南南西方約210メートル
- 下津井瀬戸大橋橋梁灯（D2灯） 下津井瀬戸大橋橋梁灯（C2灯）の南南西方約210メートル
- 下津井瀬戸大橋橋梁灯（L1灯） 下津井瀬戸大橋橋梁灯（C1灯）の北北東方約210メートル
- 下津井瀬戸大橋橋梁灯（L2灯） 下津井瀬戸大橋橋梁灯（C2灯）の北北東方約210メートル
- 下津井瀬戸大橋橋梁灯（R1灯） 下津井瀬戸大橋橋梁灯（C1灯）の南南西方210メートル
- 下津井瀬戸大橋橋梁灯（R2灯） 下津井瀬戸大橋橋梁灯（C2灯）の南南西方約210メートル
- 下津井瀬戸大橋橋梁標（C1標） 久須見鼻灯標（岡山県倉敷市）の西方約1.4キロメートル
- 下津井瀬戸大橋橋梁標（C2標） 久須見鼻灯標（岡山県倉敷市）の西方約1.4キロメートル
- 下津井瀬戸大橋橋梁標（L1標） 下津井瀬戸大橋橋梁標（C1標）の北北東方約210メートル
- 下津井瀬戸大橋橋梁標（L2標） 下津井瀬戸大橋橋梁標（C2標）の北北東方約210メートル
- 下津井瀬戸大橋橋梁標（R1標） 下津井瀬戸大橋橋梁標（C1標）の南南西方約210メートル
- 下津井瀬戸大橋橋梁標（R2標） 下津井瀬戸大橋橋梁標（C2標）の南南西方約210メートル
- 児島湾大橋橋梁灯（C2灯） 岡山県岡山港（岡山港西防波堤灯台の東方約2.1キロメートル）
- 児島湾大橋橋梁灯（C3灯） 岡山県岡山港（岡山港西防波堤灯台の東方約2.1キロメートル）
- 児島湾大橋橋梁灯（L2灯） 児島湾大橋橋梁灯（C2灯）の南方約55メートル
- 児島湾大橋橋梁灯（L3灯） 児島湾大橋橋梁灯（C3灯）の南方約55メートル
- 児島湾大橋橋梁灯（R2灯） 児島湾大橋橋梁灯（C2灯）の北方約55メートル
- 児島湾大橋橋梁灯（R3灯） 児島湾大橋橋梁灯（C3灯）の北方約55メートル
- 児島湾大橋橋梁標（C2標） 岡山県岡山港（岡山港西防波堤灯台の東方約2.1キロメートル）
- 児島湾大橋橋梁標（C3標） 岡山県岡山港（岡山港西防波堤灯台の東方約2.1キロメートル）
- 児島湾大橋橋梁標（L2標） 児島湾大橋橋梁標（C2標）の南方約55メートル
- 児島湾大橋橋梁標（L3標） 児島湾大橋橋梁標（C3標）の南方約55メートル
- 児島湾大橋橋梁標（R2標） 児島湾大橋橋梁標（C2標）の北方約55メートル
- 児島湾大橋橋梁標（R3標） 児島湾大橋橋梁標（C3標）の北方約55メートル
- 片山大橋橋梁灯（C1灯） タカゴノ礁灯標（岡山県備前市）の東方約1.5キロメートル
- 片山大橋橋梁灯（C2灯） タカゴノ礁灯標（岡山県備前市）の東方約1.5キロメートル
- 片上大橋橋梁灯（L1灯） 片上大橋橋梁灯（C1灯）の南方約73メートル
- 片上大橋橋梁灯（L2灯） 片上大橋橋梁灯（C2灯）の南方約73メートル
- 片上大橋橋梁灯（R1灯） 片上大橋橋梁灯（C1灯）の北方約73メートル
- 片上大橋橋梁灯（R2灯） 片上大橋橋梁灯（C2灯）の北方約73メートル
- 片上大橋橋梁標（C1標） タカゴノ礁灯標（岡山県備前市）の東方約1.5キロメートル
- 片上大橋橋梁標（C2標） タカゴノ礁灯標（岡山県備前市）の東方約1.5キロメートル
- 片上大橋橋梁標（L1標） 片上大橋橋梁標（C1標）の南方約72メートル
- 片上大橋橋梁標（L2標） 片上大橋橋梁標（C2標）の南方約72メートル
- 片上大橋橋梁標（R1棟） 片上大橋橋梁標（C1標）の北方約72メートル
- 片上大橋橋梁標（R2標） 片上大橋橋梁標（C2標）の北方約72メートル

## 導灯
- JFEスチール福山港導灯（後灯）岡山県笠岡市（前灯の北方約300メートル）
- JFEスチール福山港導灯（前灯） 岡山県笠岡市（防路ノ鼻）
- 日本鋼管福山港導灯（後灯） 岡山県笠岡市（前灯の北方約300メートル）
- 日本鋼管福山港導灯（前灯） 岡山県笠岡市（防路ノ鼻）

## 灯柱
- 大蛭島灯柱 岡山県玉野市（大蛭島）

## 無線方位信号所
- 六島無線方位信号所 六口島灯標（岡山県倉敷市）の西方約3.7キロメートル